# Яблочная (станция)
Яблочная — остановочный пункт Сахалинского региона Дальневосточной железной дороги. Назван по одноимённому селу, в котором расположен.

## История
Станция открыта в 1921 году в составе пускового участка Холмск — Чехов-Сахалинский под названием Хабомай. В 1946 году после перехода станции под контроль СССР станция получила современное название. В начале 2000-х были разобраны все пути, кроме главного, и станция стала остановочным пунктом.

## Деятельность
Пассажирское сообщение по станции представлено пригородными дизель-поездами сообщением Холмск-Северный — Чехов (2 пары ежедневно, по понедельникам, пятницам и субботам курсируют до Томари). По указанию раз в две недели назначается грузо-пассажирский поезд Южно-Сахалинск — Холмск, останавливающийся на станции.

## Описание
Остановочный пункт находится на побережье Татарского пролива. Здание вокзала остаётся целым и используется путейцами.